# Prostnikowate
Prostnikowate, abisynowate (Citharinidae) – nieliczna w gatunki rodzina słodkowodnych ryb kąsaczokształtnych (Characiformes).

## Występowanie
Afryka.

## Cechy charakterystyczne
Szczęka zredukowana i bezzębna. Ciało wysoko wygrzbiecone. Płetwy odbytowa i grzbietowa stosunkowo długie, grzbietowa z 16–24, a odbytowa z 19–31 promieniami. Maksymalna długość około 84 cm.
Nazwa „prostnikowate” nawiązuje do niemal prostego przebiegu linii bocznej.

## Klasyfikacja
Rodzaje zaliczane do tej rodziny:
- Citharidium Boulenger, 1902 – jedynym przedstawicielem jest Citharidium ansorgii Boulenger, 1902
- Citharinops Daget, 1962 – jedynym przedstawicielem jest Citharinops distichodoides (Pellegrin, 1919)
- Citharinus Cuvier, 1816